# Гуго (герцог Бургундії)
Гуго Чорний (*Hugues le Noir, д/н —952) — герцог Бургундії у 923—952 роках.

## Життєпис
Походив з династії Бозонідів. Другий син Річарда I, герцога Бургундії, та Аделаїди Вельф. У 914 році отримав графство Варес. У 920 році стає володарем графств між Ліоном та Сомою, південною частиною Верхньої Бургундії.
922 року разом з братом Раулем брав участь у війні проти короля Карла III Простуватого, якого було переможено. У 923 році успадкував герцогство Бургундія після обрання старшого брата Рауля, королем Франції. У 931 році отримує титул маркіза ліонського та графство Макон.
Після смерті брата у 936 році уклав домовленість з іншими впливовими феодалами стосовно спадкування трону Людовиком IV, сином короля Карла III Простуватого. Того ж року Гуго та інші знатні франки поспішили назустріч Людовику до узбережжя Булоні, коли той прибув з Англії. Звідти його відвезли до Лану. Разом з тим зволікав з принесенням присяги новому королю. Тому проти нього виступив Людовик IV та Гуго Великий, граф Паризький. Останній мав намір захопити Бургундію. Гуго чинив спротив, проте змушений був залишити Лангр. За умовами мирної угоди Гуго Бургундський втратив Лангр, Санс та Осер. Також Гуго визнав Людовика IV королем, після чого його було відпущено з в'язниці у 937 році.
У 938 році Гуго виступив на боці короля проти Гуго Паризького та Герберта, графа Вермандуа. Протягом 938—940 років брав участь війнах між Людовиком IV та Гуго Великим. У 943 році більшість Бургундії захопив Гуго Великий, граф Парижу. Зрештою зумів повернути втрачені бургундські графства. У 950 році виступив посередником між королем та Конрадом, I, герцогом Лотарингії.
Помер у 952 році. Йому спадкував шваґр Жильбер де Віржі, граф Шалону, який отримав графства Діжон, Отен, Санс, Труа, Шалон-сюр-Сон (в подальшому відомі як власне герцогство Бургундія), а також Летальд II, який став володарем Макону, Безансону, архіграфства Бургундія 9в майбутньому Франш-Конте).